# Kolossale Jugend
Kolossale Jugend war eine 1988 gegründete und 1991 wieder aufgelöste Indie-Band aus Hamburg. Sie war ein Vorreiter der Hamburger Schule.

## Geschichte
Die Band Kolossale Jugend war gegen Ende der 1980er Jahre neben Cpt. Kirk &. und Ostzonensuppenwürfelmachenkrebs eine der ersten maßgeblichen Bands, die von Musikkritikern der so genannten Hamburger Schule zugeordnet wurden. Ihre erste LP Heile Heile Boches erschien 1989 und ihre zweite Leopard II 1990. Beide Alben wurden bei dem Label L’age d’or veröffentlicht.
Benannt wurde Kolossale Jugend nach Colossal Youth, dem einzigen Album der einflussreichen britischen Post-Punk-Band Young Marble Giants.

## Diskografie
Singles
- 1988: Kein Schulterklopfen (7″-Single, L’age d’or)

Studioalben
- 1989: Heile Heile Boches (L’age d’or; wiederveröffentlicht 2004)
- 1990: Leopard II (L’age d’or; wiederveröffentlicht 2004)

## Wissenswertes
In dem Kriminalroman Freitags isst man Fisch des Autorengespanns Ilja Bohnet und Ann-Monika Pleitgen hat die Kolossale Jugend in der Hamburger-Szenekneipe Lehmitz auf der Reeperbahn einen (fiktiven) Auftritt, der ungewollt zu einer dramatischen Zuspitzung der Handlung führt.